# Klaus Schulze
 (avril 2022).
Pour les articles homonymes, voir Schulze.
Klaus Schulze est un musicien allemand, né le 4 août 1947 à Berlin et mort le 26 avril 2022 à Lüneburg.
Percussionniste, puis compositeur, producteur et interprète pionnier de musique électronique, il participe aux débuts de Tangerine Dream, de Sand (album Golem) et d'Ash Ra Tempel avant de devenir en solo un des plus prolifiques compositeurs de musique électronique. On remarque ses albums Timewind (1975, qui a obtenu le Grand Prix de l'Académie Charles-Cros), Moondawn (1976), Body Love (1977), Mirage (1977), Body Love 2 (1977), X (1978), puis Dune (1979), qui marquent l'ère des synthétiseurs analogiques et le point culminant d'une carrière exceptionnelle.
Son parcours en musique rock allemande, puis française et internationale, est hors norme tant par la multiplicité des styles que par le nombre d'albums produits.
Précurseur et figure de proue du space rock allemand, il fait partie, au début des années 1970, des premiers musiciens à expérimenter ce nouvel instrument qu'est le synthétiseur, dont il utilise plusieurs modèles avec brio et une imagination débordante. Marqué par Wagner, le rock psychédélique, la musique répétitive et d'avant-garde, et notamment la musique stochastique de Xenakis, il produit un nouveau genre musical vite suivi par de nombreux émules (il a cependant toujours nié des influences directes de l'avant-garde, notamment de possibles connexions avec Stockhausen). Il est l'un des grands pionniers de la musique entièrement électronique et reste le principal artiste du courant de « musique planante » électronique, essentiellement germanique à l'origine (école de Berlin), qui connaît un succès mondial au milieu de la décennie 1970 grâce au groupe Tangerine Dream. Sa musique est également souvent assimilée au rock progressif.
Extrêmement productif (près de cent albums à son nom et d'innombrables participations), Klaus Schulze s'oriente peu à peu vers une musique originale qui intègre opéra allemand, rythmes et sons étranges. Dans les années 1990, un culte de son œuvre se développe parmi les musiciens de techno, de trance, et de toutes les musiques ambient en vogue.

## Biographie

### Carrière en groupe (1963-1971)
Après avoir pratiqué la guitare classique dès l'âge de 4 ans, joué du skiffle à la basse et participé à la guitare en 1963 à son premier groupe de rock, les Barons, le jeune Klaus Schulze entreprend des études de philologie et de composition de musique moderne à l'université de Berlin. Il étudie Ligeti, Dahlhaus, Winkel (en) et fait aussi partie de la scène rock marginale nocturne. Il monte sur scène en 1967 avec le trio Psy Free (qui porte bien son nom) où il joue de la batterie dans un style très libre.
Dès 1968 il enregistre déjà des bandes à l'orgue, technique originale à laquelle il ajoute des sons divers produits par des moyens électroniques. À la fin de l'année il remplace le batteur de Tangerine Dream et participe à de nombreux concerts, notamment en première partie de Jimi Hendrix au Palais des Sports à Berlin. Leur premier album Electronic Meditation est enregistré en octobre 1969. Klaus Schulze remplace le batteur absent d'Amon Düül II au festival d'Essen fin 1969. Ce jour-là Edgar Froese lui reproche d'avoir utilisé des « bandes d'orgue étranges » lors de la prestation pourtant « avant-gardiste » de Tangerine Dream. C'est aussi lors de cette même année 1969 que Pierre Boulez fonde l'IRCAM, institution qui aura une influence considérable sur la recherche en musique électronique. Klaus Schulze quitte le groupe Tangerine Dream au printemps 1970, puis l'été suivant fonde le groupe Ash Ra Tempel avec Manuel Göttsching et Hartmut Enke, abandonnant le blues pour créer le « space rock ». Après de nombreux concerts, le premier album d'Ash Ra Tempel est enregistré en mars 1971. Klaus Schulze contribue alors en jouant essentiellement de la batterie, le style « free rock » improvisé ne faisant pas encore place aux sons cosmiques qui le rendront bientôt célèbre.

### En solo (1971-2022)
Klaus Schulze commence sa carrière solo au printemps 1971, et produit en avril 1972 son premier album Irrlicht dans une atmosphère évoquant des vagues de sons électroniques. Irrlicht n'est cependant pas à proprement parler un album de musique électronique. Des sons d'orchestre classique ont été manipulés et incorporés dans cet album qui est sous le signe de la rupture d'une certaine forme de classicisme. Avec d'importants avant-gardistes allemands, il participe à l'album Tarot de Walter Wegmüller, puis grave avec Manuel Göttsching le Join Inn d'Ash Ra Tempel. Ce n'est qu'à partir de 1973 qu'il monte seul sur scène. Il enregistre alors le double 33 tours Cyborg, très électronique, et essentiellement composé avec le synthétiseur EMS VCS3, puis Picture Music (sorti en 1975), albums contenant toujours de longues plages électroniques. Il participe à des improvisations débridées avec différents musiciens, qui seront éditées dans trois des cinq albums des Cosmic Jokers, ainsi qu'à une foule d'autres disques, joue à nouveau avec un Tangerine Dream désormais converti à l’électronique, et signe un contrat avec le label Virgin. Il devient aussitôt l'un des artistes phares de Virgin Records.
Avec Blackdance (1974), Klaus Schulze trouve ce qui restera désormais son véritable style. Avec une boîte à rythme et une prolifération de sons électroniques hypnotiques, il crée le « space rock » à une époque très propice pour ces sons évocateurs d'évasion et d'images cosmiques. Le monde entier à cette époque tourne les yeux vers les étoiles et reçoit les premières images extraordinaires des sondes spatiales lancées par la NASA. La surprenante pochette de Urs Amann contribue à ce dépaysement.
Timewind en 1975 est sa première œuvre majeure, récompensée par le Grand Prix International du Disque en France, pays où il tourne en concert pour la première fois. Au moment d'enregistrer cet album, Klaus Schulze fait l'acquisition de son premier séquenceur, le Synthanorma, instrument qui sera également utilisé par Tangerine Dream et Kraftwerk. Il s'en sert alors pour piloter l'ARP 2600 et élaborer la longue séquence du fameux morceau Bayreuth Return.
En décembre 1975, il rachète à son confrère musicien Florian Fricke le « Big Moog » modèle III p, synthétiseur modulaire aux vastes possibilités produit à un nombre limité d'exemplaires. Cet instrument devenu légendaire accompagnera Schulze sur scène et fera son effet notamment de par ses dimensions imposantes. Les synthétiseurs Moog (modulaire et Minimoog) viennent ainsi donc étoffer son arsenal instrumental auprès des EMS Synthi A et VCS3, des ARP (Odyssey et 2600) et des claviers électroniques Farfisa, ce qui lui permet de multiplier les expériences et les recherches sonores. Sa vision musicale est d'une remarquable originalité, hypnotique et cosmique, évoquant des images de l'Univers, des visions d'étoiles, de nébuleuses et de mondes fantastiques. À l'instar de Tangerine Dream, Klaus Schulze est au cœur de la vague « space rock » (ou rock planant électronique).
En 1976, il signe Moondawn, qui sera à nouveau un grand succès. Floating, sur la face A de l'album, commence par une litanie du Notre père catholique en arabe :

« Abana L Lazi fi samawat, Li yatakadass Ismouka, Li ya’ti malakoutouka, Litakon Machi’atouka, Kama fil sama’i, kazalika a3la L ard, A3tina khobzana, kafafa yawmina, Wa ghfér lana zounoubana wa khatayana, Kama nahnou nagfér liman assa’a Ilayna, la todkhilna fi tajareb, Lakin najjina mina L sherrir, Amin. »

Le parti pris d'insérer cette prière au début de cette longue odyssée de l'esprit privilégie l'appel à la méditation plutôt qu'un quelconque prosélytisme religieux. Klaus Schulze soulignera l'importance de la sonorité des mots dans cette ouverture. Harald Grosskopf joue de la batterie sur l'album.
Schulze forme également le groupe GO avec les multi-instrumentistes Steve Winwood et Stomu Yamashta et le percussionniste Michael Shrieve (qui fut le premier batteur de Carlos Santana), musiciens avec lesquels il enregistre un album, puis le double Go Live From Paris.
1976 et 1977 sont des années phares de Klaus Schulze, notamment marquées par le concert donné à Bruxelles, à la cathédrale Saint-Michel, le 17 octobre 1977. En 1977, il réalise la bande son Body Love du film érotique de même nom (un succès américain, suivi de Body Love II) et de plusieurs autres films. Puis c'est le second album de Go sous le titre Go Too. Entre les tournées, il enregistre Mirage en 1977 (l'album de Klaus Schulze le plus vendu à ce jour) puis le double album X en 1978.
Avec Mirage et ses deux morceaux élaborés retraçant des voyages sonores envoutants (Velvet Voyage et Cristal Lake) , il signe l'un de ses meilleurs albums. On pourrait rapprocher cette œuvre majeure des travaux réalisés par ailleurs par Jean-Claude Éloy, grand compositeur de musique électroacoustique (Gaku-no-michi). La « marque de fabrique » du travail de Schulze est notamment l'utilisation de séquences et la transposition de celles-ci en diverses tonalités, tout cela en direct, donnant la particularité du son Schulze.
Il quitte Berlin et achète un domicile dans le village de Hambühren près de Hanovre, qu'il équipe de studios, d'ateliers vidéo, de bureaux, d'une scène, etc. Il installe son studio géant personnel chez lui, en pleine forêt.
Après Dune en 1979, il se consacre à diverses et nombreuses productions de sa nouvelle marque IC. Voulant réaliser des albums plus grand public, il décide de se choisir un nom d’artiste alternatif afin de garder une distinction avec ses œuvres personnelles. C’est ainsi que sort le premier album signé Richard Wahnfried. Ce nouveau pseudonyme montre directement son admiration pour Wagner, car Richard est le prénom de Wagner, et Wahnfried est le nom de la maison que fit construire Wagner pour lui et sa famille à Bayreuth. La même année, il ouvre une école de création et d'interprétation au synthétiseur dans son domicile.
En 1980 c'est le double ...Live... puis Dig It qui est le premier disque où il fait usage de synthétiseurs et technologies numériques. Au cours des années 1980, il continue de produire des musiques de film et publie un CD par an sous son nom de Klaus Schulze (en plus de trois autres sous le nom de Richard Wahnfried). Il devient producteur de différents groupes (dont Alphaville en 1988). Inépuisable, il collabore à des dizaines de projets (dont l'album Babel avec Andreas Grosser en 1987) tout en continuant ses tournées dans toute l’Europe, y compris en Pologne, où il devient extrêmement populaire. Il crée début 1984 son label Inteam sous lequel il sort notamment la musique du film Angst. Ce label est pour lui un naufrage financier et personnel qui l’entraîne dans l’alcoolisme, au point qu’il doit arrêter ses tournées en 1985.
Klaus Schulze se désintoxique, vend IC et ferme Inteam, et se consacre désormais entièrement à ses projets musicaux. Il est redécouvert aux États-Unis avec son Pioneer of Space diffusé sur soixante radios. Il se produit à Dresde quelques semaines avant la chute du mur de Berlin en novembre 1989. L’événement est immortalisé l’année suivante par un double CD en public, et il réutilise ce concept avec trois disques enregistrés lors de concerts exceptionnels à Londres et à la cathédrale de Cologne.
Après déjà pas moins de vingt-six albums solo sous son nom, sort un coffret de dix CD en édition limitée Silver Edition, très bien accueilli par le public. Après des années d'absence en France, il réalise la bande originale du film Le Moulin de Daudet et produit deux concerts à l'ambiance exceptionnelle avant d’être accueilli par le président François Mitterrand puis par le roi Albert II.
Courtisé par des musiciens anglais de la vague techno qui veulent enregistrer avec lui, il publie Trancelation (suivi de Trance Appeal en 96), dans un style « dance music », mais sous le nom de Richard Wahnfried. Puis il enregistre Klaus Schulze Goes Classic. C'est ensuite Totentag, de l'opéra, puis Das Wagner Desaster en public à Paris et Rome. Après In Blue en 1995, il publie une rétrospective d'enregistrements inédits, un nouveau coffret de dix CD en édition limitée, Historic Edition. Ces disques sont particulièrement bien accueillis par le public, et sont encore suivis par la publication de six albums de morceaux enregistrés lors des débuts d’Ash Ra Tempel . Après Are You Sequenced?, il publie en 1997, pour son cinquantième anniversaire, un coffret de vingt-cinq CD sous le titre de Jubilee Edition, très vite épuisé (comme les deux coffrets précédents) et particulièrement recherché par les collectionneurs. En 1997, sort également Dosburg Online.
Klaus Schulze est aussi productif à lui seul que ses pairs de Tangerine Dream, publiant 78 albums sous son nom, et participant comme musicien à un total de 137 disques.
Dans la foulée, il publie deux nouveaux coffrets (respectivement dix et six CD) de listening music sous le titre de Contemporary Works, plus un triple live en 2001 sous le titre de Live @ Klangart.
Au cours de première moitié des années 2000, il est atteint d’une pancréatite, conséquence de l’ère Inteam, qui l’oblige à se soigner activement au détriment de sa carrière.
En 2006, il reçoit le Qwartz d’honneur au Cirque d'Hiver lors de la cérémonie des Qwartz 2.

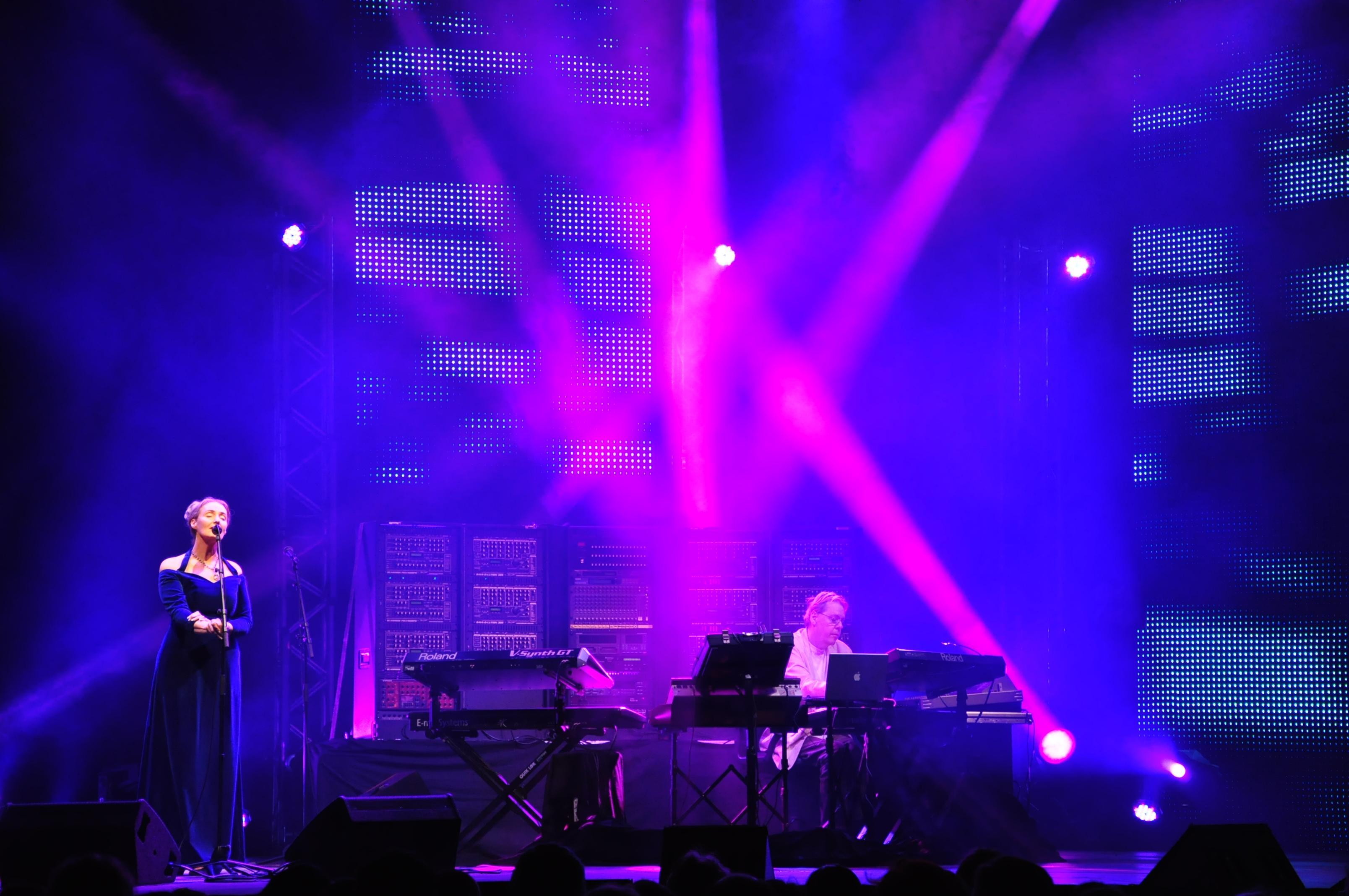
Klaus Schulze avec Lisa Gerrard en 2009

En 2005 et 2007 sortent Moonlake puis Kontinuum, deux albums en solo.
En juin 2008, il s’associe avec la chanteuse Lisa Gerrard du groupe Dead Can Dance, pour sortir l'album Farscape, et donne quelques concerts avec elle en Europe (Allemagne, Pologne, Pays Bas, France et Belgique) jusqu’en 2009.
Les 20 et 21 mars 2010, il donne à Tokyo ses deux derniers concerts (édités en coffret CD Big In Japan : Live in Tokyo 2010) : il a en effet annoncé qu’il ne se produirait plus en public.
En 2015, bien qu'il ait dit ne plus donner de concerts, il annonce pour 2016 un concert d'adieu en Pologne, pays qui lui est resté cher. Ce projet ne verra pas le jour, car sa pancréatite fait une rechute et il est obligé de l'annuler.
Cet artiste singulier et sincère, inoubliable créateur de Timewind, laisse une empreinte majeure dans la musique électronique. Sa silhouette blanche assise en tailleur dos à son public, face à un mur de Moogs dans des concerts souvent tenus dans des églises ou des cathédrales, demeure une image marquante pour ceux qui en ont été témoins dans les années 1970.
Il meurt le 26 avril 2022 à Lüneburg, à l'âge de 74 ans,,, des suites d'une maladie. Il est incinéré.

## Discographie

### En solo
- 1972 : Irrlicht (le pressage original OHR contient un insert schématique)
- 1973 : Cyborg (2LP)
- 1974 : Blackdance
- 1974 : Picture Music
- 1975 : Timewind
- 1976 : Moondawn (pressage français avec un poster)
- 1976 : Body love - 1er pressage Ariola avec pochette photos du film et premier mixage (B.O. du film Body Love de Lasse Braun)
- 1976 : Body Love - Pressage que l'on connait avec pochette avec dessin et musique remixée.
- 1977 : Mirage
- 1977 : Body love Vol II
- 1978 : X (10 en numération romaine)
- 1979 : Dune (prévu pour être la BO du film que Jodorowski devait faire).
- 1980 : Live (2LP) - Premier pressage avec le poster promo de la tournée Dune.
- 1980 : Live (2LP) - Second pressage avec le poster contenant six photos de la tournée Dune.
- 1981 : Dig It
- 1981 : Trancefer Pressage promotionnel « Half Speed » pochette blanche 500 exemplaires - première version des morceaux.
- 1981 : Trancefer Pressage Normal - deuxième version et définitive des morceaux.
- 1982 : Der Deutsche E-Musiker Interview par Michael Weisser avec une musique d'introduction inédite.
- 1982 : Audentity 2LPs (pressage Innovative Communication avec encart A3).
- 1983 : Dziekuje Poland Live '83 2LPs.
- 1984 : Angst BO de l'unique long métrage de Gerald Kargl.
- 1985 : Drive Inn (avec Rainer Bloss).
- 1985 : Macksy / Pain Maxi 45 tours.
- 1985 : Inter*Face
- 1986 : Dreams (édition CD Brain avec l'inédit Flexible).
- 1987 : Babel (avec Andreas Grosser).
- 1988 : En=Trance
- 1990 : Miditerranean Pads
- 1991 : Dresden Performance 2CD
- 1991 : Dresden Imaginary Scenes 2 LPs (morceaux choisis de la version CD).
- 1993 : Beyond recall
- 1994 : Royal Festival Hall Vol 1
- 1994 : Royal Festival Hall Vol 2
- 1994 : The Dome Event
- 1994 : Le Moulin de daudet
- 1994 : The Silver edition coffret 10 CD numérotés signés
- 1995 : Goes Classic
- 1995 : Totentag
- 1995 : Das Wagner Desaster 2CD
- 1995 : Conquest of Paradise CD Single
- 1995 : In Blue
- 1995 : Historic Edition coffret 10 CD numérotés signés
- 1996 : Are You Sequenced ? 2CD
- 1996 : Voices In the Dark Maxi 45 tours Différentes versions et mixes du morceau
- 1996 : Voices in the Dark CD Single d'autres versions et mixes du morceau
- 1997 : Jubilee Edition coffret 25 CD numérotés signés
- 1997 : Dosburg On Line
- 1999 : Trailer CD promotionnel pour Ultimate Edition avec une piste inédite
- 2000 : Ultimate Edition coffret 50 CD regroupant les 3 précédents coffrets plus 5 nouveaux CD
- 2000 : Contemporary Works CD promotionnel avec différentes versions de certains morceaux
- 2000 : Contemporary Works coffret 10 CD (coffret en bois sérigraphié)
- 2001 : Live at Klangart Vol 1 les 200 premiers sont signés
- 2001 : Live at Klangart Vol 2 les 200 premiers sont signés
- 2002 : Contemporary Works 2 @ Radio Eins 2 CD interview d'Olaf Zimmermann avec un morceau inédit
- 2002 : Contemporary Works 2 coffret 5 CD
- 2002 : Thank You CD Bonus tiré à 333 ex pour Contemporary Works 2
- 2003 : Contemporary Works Outtakes CD Confidentiel avec versions inédites et Radio Eins track
- 2003 : Andromeda CD Giveaway signé pour Alesis au Musikmess de Hambourg
- 2004 : KS Circle 87 CD Giveaway pour le numéro 87 du fanzine officiel KS Circle
- 2004 : Ion CD Giveaway signé pour Alesis au  Musikmess de Hambourg
- 2005 : Moonlake[10]
- 2007 : Kontinuum
- 2010 : Big in Japan: Live in Tokyo 2010
- 2013 : Shadowlands
- 2017 : Eternal - The 70th Birthday Edition
- 2018 : Silhouettes
- 2019 : Timbres of Ice réédition de Contemporary Works 2 (2002)
- 2022 : Deus Arrakis
- 2024 : 101, Milky Way
- 2025 : Bon Voyage (Live Audimax Hamburg 1981)

### Morceaux épars
- 1971 : Land pour le double vinyle Kosmische Musik
- 1984 : Berlin 1 pour la cassette KLEM Jubileum Cassette
- 1989 : Unikat pour le CD Elektronische Musiek du KLEM
- 1992 : The Face of Mae West pour le CD Dali, the Endless Enigma
- 1993 : Morceau inédit sous un pseudonyme pour le CD Sampling Collection Vol 1
- 1994 : Vas Insigne Electionis pour le CD Elektronische Musiek du KLEM
- 1995 : Grosse Glauker Gottes pour le CD Vision of Sound
- 1996 : Himmel Und Herde pour le CD Back to the Universe
- 1996 : Klangbeilspiel pour le CD 06/96 du Magazine Keys en Allemagne
- 1997 : EEE et Searching pour le coffret 5 CD Supernatural fairytales
- 2002 : Manikin Jubilee pour le CD Manikin first decade Jubilee
- 2002 : Schulzendorf Groove pour le CD Tribute to Klaus Schulze
- 2004 : Schrittmacher pour le CD Tasty Tracky Volume 1
- 2004 : Mélange pour le coffret 3 CD + 1 DVD OHM+, Gurus of Electronic Music
- 2008 : Invisible Musik pour le CD Muting the Noise

### Richard Wahnfried
- 1979 : Time Actor
- 1981 : Tonwelle
- 1985 : Megatone
- 1986 : Miditation
- 1995 : Trancelation
- 1996 : Trance Appeal
- 1997 : Nuff said
- 1998 : Drums 'n' Balls

### Collaborations
- 1970 : Electronic Meditation (Tangerine Dream)
- 1971 : Ash Ra Tempel (Ash Ra Tempel)
- 1971 : Join Inn (Ash Ra Tempel)
- 1973 : The Cosmic Jokers (The Cosmic Jokers)
- 1973 : Galactic Supermarket (The Cosmic Jokers)
- 1974 : Planenten Sit In (The Cosmic Jokers)
- 1974 : Planet of Man (Code III)
- 1974 : Tarot (Walter Weggmuller) coffret 2 LP avec inserts et jeu de cartes
- 1975 : Lord Krishna Von Goloka (Sergius Golowin)
- 1975 : Sand (Golem)
- 1976 : Go (Go) avec Stomu Yamash'ta, Michael Shrieve, Steve Winwood, Al Di Meola, etc.
- 1977 : Go Live From Paris (Go)
- 1977 : Crossing the Line (Go) maxi 45 tours promo pour Go Live from Paris
- 1978 : Go Too (Go)
- 1980 : Programm 1 (Din A Testbild) KS sous un pseudonyme
- 1981 : Programm 2 (Din A Testbild) sous le nom KS
- 1984 : Aphrica (Rainer Bloss - Ernst Fuchs)
- 1985 : Transfer Station Blue (Michael Shrieve - Kevin Shrieve)
- 1987 : The Breathtaking Blue (Alphaville) KS sur un court morceau
- 1993 : Fragrance (Software) à l'enregistrement et au mixage
- 1995 : The Dark Side of the Moog (Pete Namlook)
- 1996 : The Dark Side of the Moog II (Pete Namlook)
- 1996 : The Dark Side of the Moog III (Pete Namlook)
- 1996 : The Dark Side of the Moog IV (Pete Namlook)
- 1996 : Aware (Solipsist Paradise)
- 1996 : We Are What We Are (Armageddon Dildos) Mix de KS
- 1997 : The Dark Side of the Moog V (Pete Namlook)
- 1997 : The Dark Side of the Moog VI (Pete Namlook)
- 1998 : Electronsonic (AMP) Mix de KS
- 1998 : Open Up Your Eyes (Armageddon Dildos) Mix de KS
- 1998 : The Private Tapes (Ash Ra Tempel)
- 1998 : The Dark Side of the Moog VII (Pete Namlook)
- 1999 : The Dark Side of the Moog VIII (Pete Namlook)
- 2000 : Gin Rosé at the Royal Festival Hall (Ash Ra Tempel)
- 2000 : Friendship (Ash Ra Tempel)
- 2001 : Outer Canal Street Mixes (Solar Moon System) Mix de KS
- 2001 : Solar Moon Variations (Solar Moon System) Mix de KS
- 2001 : Karma 9 (Karma) Mix de KS
- 2001 : Die Sonne (Gut und Gudrun) Mix de KS
- 2002 : The Dark Side of the Moog IX (Pete Namlook)
- 2002 : Test Dept (TVS.2)
- 2005 : The Dark Side of the Moog X (Pete Namlook)
- 2008 : Zenit (Schiller) CD Single Promo avec 2 versions
- 2008 : Sehnsucht (Schiller)
- 2008 : The Dark Side of the Moog XI (Pete Namlook) CD normal + CD DTS 5.1
- 2008 : Farscape (avec Lisa Gerrard)
- 2008 : Liquid Coincidence III edit (avec Lisa Gerrard) + sur le CD giveaway du magazine D-Side
- 2008 : Rheingold (avec Lisa Gerrard) 2 CD + 2 DVD
- 2008 : Sehnsucht Live (Schiller) avec mix de Schiller sur Liquid Coincidence de KS et LG
- 2009 : Come Quietly (Lisa Gerrard) Morceaux écrits par Lisa Gerrard mis en musique par KS